# Корольков, Геннадий Давыдович
Геннадий Давыдович Корольков (1923—1994) — директор Нижне-Козульского леспромхоза, Красноярский край, Герой Социалистического Труда.

## Биография
Родился 4 февраля 1923 года в селе Верх-Ануйское Быстроистокского района Алтайского края. По окончании Бийского лесотехнического техникума, в 1942 году, Корольков был призван в действующую армию на Западный фронт Великой Отечественной войны.Демобилизовался в 1946 году и стал работать мастером в лесной отрасли на Алтае.
В 1963 году, после окончания Сибирского технологического института, Геннадий Давыдович был направлен главным инженером в Новокозульский леспромхоз, где проработал 12 лет. Под его руководством леспромхоз стал экспериментальной базой Сибирского научно-исследовательского института, где разрабатывались и внедрялись новации лесной промышленности. В 1972 году был переведён в село Богучаны начальником комбината «Богучанлес». В 1975 году стал генеральным директором объединения «Богучанлес», проработав на этой должности 11 лет. Занимался общественной деятельностью — был депутатом Красноярского краевого Совета депутатов трудящихся.
Умер 2 июля 1994 года. Место захоронения: с. Богучаны, Красноярского края.

## Награды
- В 1971 году Геннадию Давыдовичу Королькову было присвоено звание Героя Социалистического Труда с вручением золотой медали «Серп и Молот».
- Также был награждён многими медалями.